# Антея Стюарт
Антея Стюарт (англ. Anthea Stewart, 20 листопада 1944) — південноафриканська хокеїстка на траві.
Олімпійська чемпіонка 1980 року.